# Anna (Texas)
Anna è un comune (city) degli Stati Uniti d'America della contea di Collin nello Stato del Texas. La popolazione era di 8,249 persone al censimento del 2010.

## Geografia fisica
Secondo lo United States Census Bureau, ha un'area totale di 14,1 miglia quadrate (36,6 km²).

## Storia
Anche se Collin McKinney si stabilì a poche miglia dalla futura posizione del luogo nel 1846, John F. Greer, che arrivò nel 1867, è accreditato come la prima persona che costruì una casa e un negozio da quelle parti. La Houston and Texas Central Railway, che all'epoca stava costruendo la linea tra Dallas e Denison, è passata attraverso l'area nel 1873. Per il momento, Anna fu pianificata nel 1883, con una popolazione di 20 abitanti, due negozi, un mulino per il grano turco, e una chiesa battista. Un ufficio postale fu aperto nello stesso. Nel 1890 la città possedeva una popolazione tra 100 e 200 abitanti. La città fu incorporata nel 1913, con Greer come primo sindaco. Due anni dopo, la Greenville and Whitewright Northern Traction Company costruì la Greenville and Northwestern Railway tra Anna e Blue Ridge via Westminster. La linea si era rivelata infruttuosa, tuttavia, è stata abbandonata nel 1920. La prima banca di Anna, la Continental Bank, fu aperta nel 1902, e la Collin County State Bank fu aperta nel 1913 con R. C. Moore come presidente. La popolazione di Anna era di 538 abitanti nel 1929 e di 467 abitanti nel 1931. Alcune fonti suggeriscono che la città prende il nome dalla figlia di Greer. Altri pensano che la città prende questo nome in onore di Anna Quinlan, la figlia di George A. Quinlan, ex sovrintendente della Houston and Texas Central. Ancora un'altra storia suggerisce che Anna Quinlan era la moglie di George Quinlan e la figlia di J. L. Greer. Infine, un'altra storia attribuisce il nome ad Anna Huntington, la figlia di C. P. Huntington, che costruì la linea ferroviaria Dallas-Denison. Nella metà degli anni 80, Anna possedeva 855 abitanti e diverse aziende. La popolazione era di 904 abitanti nel 1990.

## Società

### Evoluzione demografica
Secondo il censimento del 2010, c'erano 8,249 persone.

### Etnie e minoranze straniere
Secondo il censimento del 2010, la composizione etnica della città era formata dal 78,4% di bianchi, il 7,7% di afroamericani, l'1,1% di nativi americani, lo 0,8% di asiatici, l'8,6% di altre razze, e il 3,3% di due o più etnie. Ispanici o latinos di qualunque razza erano il 20,9% della popolazione.